# Roxanne
Roxanne – utwór zespołu The Police pierwotnie wydany w 1978 roku promujący debiutancki album zespołu, Outlandos d’Amour. Wydany ponownie na stronie B singla Can't Stand Losing You w 1979 roku zdobywając dużą popularność i stając się pierwszym przebojem zespołu. Utwór dotyczy prostytutki z Francji, dlatego stacje radiowe odmawiały promocji singla w radiu.
W 2004 roku magazyn „Rolling Stone” umieścił utwór na 388. miejscu swojej listy 500 utworów wszech czasów.

## Lista utworów
A&M / AMS 7348
1. Roxanne – 3:00
2. Peanuts – 2:52